# 1886年のメジャーリーグベースボール
以下は、メジャーリーグベースボール（MLB）における1886年のできごとを記す。
アメリカン・アソシエーションではセントルイス・ブラウンズ(後のカージナルス)が2年連続2度目の優勝、ナショナルリーグではシカゴ・ホワイトストッキングス（後のカブス）が2年連続6度目の優勝であった。
1885年のメジャーリーグベースボール - 1886年のメジャーリーグベースボール - 1887年のメジャーリーグベースボール

## できごと
アメリカン・アソシエーションは、前年優勝のセントルイス・ブラウンズが選手兼監督のチャールズ・コミスキーの下で1885年から1888年まで4連覇するなど充実の時期であった。一方ナショナルリーグではシカゴ・ホワイトストッキングスがキャップ・アンソンの下で1880年代では5度目、1876年のナショナルリーグのスタートの年の優勝を加えて6度目となる優勝で、どちらも1880年代にピークを迎えたチームであった。
前年のシーズン終了後にナショナルリーグのプロビデンス・グレイズとバッファロー・バイソンズが脱落して、この年からカンザスシティ・カウボーイズとワシントン・ナショナルズが新たに加盟した。しかしカンザスシティ・カウボーイズはわずか1年で解散し、またユニオン・アソシェーションから移ってきたセントルイス・マルーンズもこの年を最後に解散し球団の権利は後にシンシナティ・レッズのオーナーとなるジョン・T・ブラッシュに買い取られて球団は多くの選手とともにその本拠地をインディアナポリスへ移した。
- セントルイス・マルーンズのヘンリー・ボイル投手はこの年に最優秀防御率 1.76であったが9勝15敗の負け越しの成績であった。一方ニューヨーク・ジャイアンツのティム・キーフ投手はこの年に自身2度目の40勝以上の42勝で最多勝となったが、前年1.58で最優秀防御率を取ったのがこの年は2.56であった。負け越した選手が最優秀防御率となった珍しい例となった。
- チャールズ・コミスキーは選手・監督・オーナーとして野球人生を送った人物であった。1878年にプロ選手としてスタートし1882年にセントルイス・ブラウンズに入った。成績はもう一つであったが守備は一塁手で、その当時までは一塁手は塁についたままで守るのであったが、コミスキーは塁から離れてライト方向に下がり、打者が打ってから一塁のカバーに入る守備の新機軸をもたらした。やがて全ての一塁手が真似て今日では当たり前になったが、当時は斬新なものであった。1883年に兼任監督となり4連覇を達成する。この間にはオーナーにもなった。そしてシンシナティ・レッズの兼任監督を経て1895年に親しかったバン・ジョンソンがウエスタンリーグを設立すると駆け参じてセントポール球団のオーナーとなった。ウエスタンリーグはマイナーリーグだったが、やがてアメリカンリーグと改称して1901年にバン・ジョンソンはメジャーリーグを宣言して二大リーグの時代となった。コミスキーはシカゴ・ホワイトソックスのオーナーとなり、球団経営に専念した。1920年にブラックソックス事件が起きたときには窮地に立たされたが、切り抜けて1931年に死去した。シカゴ・ホワイトソックスの本拠地は1910年から2002年までコミスキー・パーク （現在のギャランティード・レート・フィールド ）と呼ばれたが、これは元オーナーだったチャールズ・コミスキーに由来した。(1939年殿堂入り)
- シカゴ・ホワイトストッキングス のキング・ケリーはこの年に打率.388で2回目の首位打者となり、また当時重要視されていた最多得点155と自身最多の安打数175本を記録して、最高のシーズンとなった。1878年にシンシナティ・レッズ (1876-1880年)に入団し、1880年にはシカゴ・ホワイトストッキングスに移った。当初は外野手兼捕手で、その後は三塁・遊撃・二塁もこなす万能プレーヤーとして活躍し、この翌年の1887年には1万ドルという当時破格のトレードマネーでボストン・ビーンイーターズ（後のブレーブス）に移ったが、1880年代に活躍して走塁とスライディングの名手として、「野球のキング」と呼ばれた選手であった。生涯打率.309（.313とする資料もある）。（1945年殿堂入り）

### 全米選手権
アメリカン・アソシエーション優勝チームのセントルイス・ブラウンズ(後のカージナルス)と、ナショナルリーグ優勝チームのシカゴ・ホワイトストッキングス(後のカブス)は、シーズン終了後、全米選手権で前年と同じカードで対戦して、前年は3勝3敗1引き分けで活着がつかなかったが、この年は4勝2敗でセントルイス・ブラウンズが優勝した。アメリカン・アソシエーションのチームがナショナルリーグのチームに勝った。

### 規則の改訂
- バットの規則が廃止された。

## 最終成績
| 1 | セントルイス・ブラウンズ           | 93 | 46 | .669 | -    |
| 2 | ピッツバーグ・アレゲニーズ         | 80 | 57 | .584 | 12.0 |
| 3 | ブルックリン・グレイズ             | 76 | 61 | .555 | 16.0 |
| 4 | ルイビル・カーネルズ               | 66 | 70 | .485 | 25.5 |
| 5 | シンシナティ・レッドストッキングス | 65 | 73 | .471 | 27.5 |
| 6 | フィラデルフィア・アスレチックス   | 63 | 72 | .467 | 28.0 |
| 7 | ニューヨーク・メトロポリタンズ     | 53 | 82 | .393 | 38.0 |
| 8 | ボルチモア・オリオールズ           | 48 | 83 | .366 | 41.0 |

| 1 | シカゴ・ホワイトストッキングス | 90 | 34 | .726 | -    |
| 2 | デトロイト・ウルバリンズ       | 87 | 36 | .707 | 2.5  |
| 3 | ニューヨーク・ジャイアンツ     | 75 | 44 | .630 | 12.5 |
| 4 | フィラデルフィア・クエイカーズ | 71 | 43 | .623 | 14.0 |
| 5 | ボストン・ビーンイーターズ     | 56 | 61 | .479 | 30.5 |
| 6 | セントルイス・マルーンズ       | 43 | 79 | .352 | 46.0 |
| 7 | カンザスシティ・カウボーイズ   | 30 | 91 | .248 | 58.5 |
| 8 | ワシントン・ナショナルズ       | 28 | 92 | .233 | 60.0 |

## 個人タイトル

### アメリカン・アソシエーション
| 項目   | 選手                       | 記録 |
| ------ | -------------------------- | ---- |
| 打率   | ピート・ブラウニング (LOU) | .341 |
| 本塁打 | ビッド・マクフィー (CIN)   | 8    |
| 打点   | ティップ・オニール (STL)   | 107  |
| 得点   | アーリー・ラッサム (STL)   | 152  |
| 安打   | デーブ・オル (NYP)         | 193  |
| 盗塁   | ハリー・ストービー (PHA)   | 68   |

| 項目   | 選手                     | 記録  |
| ------ | ------------------------ | ----- |
| 勝利   | デーブ・ファウツ (STL)   | 41    |
| 勝利   | エド・モリス (PIT)       | 41    |
| 防御率 | デーブ・ファウツ (STL)   | 2.11  |
| 奪三振 | マット・キルロイ (BAL)   | 513   |
| 投球回 | マット・キルロイ (BAL)   | 589.1 |
| セーブ | エド・モリス (PIT)       | 1     |
| セーブ | ボーンズ・エリー (LOU)   | 1     |
| セーブ | ナット・ハドソン (STL)   | 1     |
| セーブ | デーブ・ファウツ (STL)   | 1     |
| セーブ | ジョー・ストラウス (LOU) | 1     |

### ナショナルリーグ
| 項目   | 選手                           | 記録 |
| ------ | ------------------------------ | ---- |
| 打率   | キング・ケリー (CHC)           | .388 |
| 本塁打 | ダン・ブローザース (DTN)       | 11   |
| 本塁打 | ハーディ・リチャードソン (DTN) | 11   |
| 打点   | キャップ・アンソン (CHC)       | 147  |
| 得点   | キング・ケリー (CHC)           | 155  |
| 安打   | ハーディ・リチャードソン (DTN) | 189  |
| 盗塁   | エド・アンドリューズ (PHI)     | 56   |

| 項目   | 選手                           | 記録  |
| ------ | ------------------------------ | ----- |
| 勝利   | ティム・キーフ (NYG)           | 42    |
| 勝利   | レディ・ボールドウィン (DTN)   | 42    |
| 防御率 | ヘンリー・ボイル (STM)         | 1.76  |
| 奪三振 | レディ・ボールドウィン (DTN)   | 323   |
| 投球回 | ティム・キーフ (NYG)           | 535.0 |
| セーブ | チャーリー・ファーガソン (PHI) | 2     |

## 参考
- ナショナルリーグ順位表
- アメリカン・アソシエーション順位表